# Fábrica de Laticínios

Fábrica de Manteiga e Queijo do Piauí localizada hoje no centro da cidade de Campinas do Piauí, que se desenvolveu ao redor da antiga indústria, é uma das primeiras grandes Fábricas de Lacticínios do Nordeste, fundada no ano 1876, sendo um importante testemunho da ocupação do interior do Brasil durante os séculos XVIII e XIX.

## História
O projeto foi elaborado pelo engenheiro alemão Alfredo Modrak, o mesmo que projetou o Teatro 4 de Setembro, e sob a direção do engenheiro Antônio José de Sampaio, com intuito de receber todo o leite advindo das antigas Fazendas Nacionais como a Fazenda Canudos. Uma indústria pioneira no Piauí e a primeira de todo Norte/Nordeste do Brasil, seu maquinário, trazido da Inglaterra por transporte marítimo e fluvial – rio Parnaíba, feito extraordinário para a época. Com o intuito de receber todo o leite advindo das antigas Fazendas Nacionais, funcionava a todo vapor na produção de produtos derivados do leite.
Seguida pela instalação da fábrica, veio a vila operária onde morava os funcionários da então fábrica, muitos sertanejos que foram usados como mão de obra, acabaram por se fixar na região. O povoado de Campos foi por muito tempo parte do Município de Simplício Mendes, em 1964 foi elevada a categoria de cidade.
Devido às grandes secas e à dizimação dos rebanhos, a fábrica sucumbiu funcionando até 1947.
Atualmente o imóvel encontra-se abandonado, restando hoje um imponente edifício, em estado precário e bastante vandalizado, o prédio é tombado pelo Patrimônio Histórico e Cultural do Estado desde 1990 e pelo Iphan desde 2015.

### Arquitetura
O valor arquitetônico da edificação merece destaque, por ser exemplo emblemático do patrimônio edificado no interior do Brasil no final do século XIX, utilizando tanto a arquitetura tradicional piauiense, que se utiliza de materiais e técnicas locais, quanto da arquitetura industrial. Possui quatro volumes: o corpo principal em forma retangular, outro volume retangular na parte frontal e dois outros na parte posterior. A chaminé se sobressai acima do corpo principal da edificação.
Na fachada principal um frontão em estilo  neoclássico, óculo, cornija trabalhada e uma modenatura bem marcada com pilastras. Colaso
1. 1 2   http://www.ipatrimonio.org/campinas-do-piaui-fabrica-de-manteiga-e-queijo/#!/map=38329&loc=-7.66027899999999,-41.88088599999999,17
2. ↑   https://180graus.com/expedicao-sertao-colonial/expedicao-sertao-colonial-visita-a-fabrica-de-laticinios-de-campinas-do-piaui